# Nicola Tomacelli
Nicola Tomacelli (falecido em 1490) foi um prelado católico romano que serviu como bispo de Cassano all'Jonio (1485–1490).

## Biografia
No dia 1 de setembro de 1485, Nicola Tomacelli foi nomeado durante o papado de Inocêncio VIII como Bispo de Cassano all'Jonio, onde serviu até à sua morte em 1490.